# James Curtiss

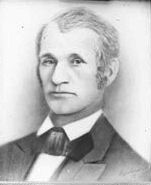
James Curtiss

James Curtiss (* 7. April 1803 in Wethersfield, Connecticut; † 2. November 1859 in Joliet, Illinois) war ein US-amerikanischer Politiker. In den Jahren 1847 und 1848 sowie von 1850 bis 1851 war er Bürgermeister der Stadt Chicago.

## Leben
James Curtiss absolvierte in Philadelphia eine Lehre im Druckerhandwerk. Anschließend arbeitete er für einige Zeit in Eastport (Maine) in der Zeitungsbranche, wo er die Zeitung Northern Light herausgab. Zwischen 1830 und 1835 war er auch Posthalter in dieser Stadt. Im Jahr 1834 wurden gegen ihn Ermittlungen wegen seiner Amtsführung als Posthalter angestellt. Im folgenden Jahr zog er nach Chicago, wo er die Zeitung Chicago Democrat verlegte. Dort war er auch für kurze Zeit als Staatsanwalt und als Rechtsanwalt tätig, was auf ein früheres Jurastudium schließen lässt.
Politisch gehörte er der Demokratischen Partei an. Er wurde Mitglied im Gesundheitsausschuss und im Stadtrat. 1839 kandidierte er erfolglos für das Amt des Bürgermeisters. Dabei unterlag er Benjamin Wright Raymond. Curtiss bekleidete in der Folge mehrere lokale Ämter in der Stadt- und Gerichtsverwaltung. Im Jahr 1847 wurde er dann doch noch zum Bürgermeister von Chicago gewählt. Diese Position bekleidete er zunächst für eine Amtszeit zwischen 1847 und 1848. Dann verlor er 1848 gegen James Hutchinson Woodworth, der zwei Amtszeiten als Bürgermeister absolvierte. 1850 wurde er erneut in das Amt des Stadtoberhauptes gewählt, das er für ein weiteres Jahr ausüben konnte. Nachdem er in den Jahren 1851 und 1852 erfolglos für seinen Verbleib bzw. seine erneute Wahl in dieses Amt kandidiert hatte, zog er sich aus der Politik zurück.
Im Jahr 1855 zog James Curtiss nach West Urbana, der heutigen Stadt Champaign, wo er in der Landwirtschaft arbeitete. Er starb am 2. November 1859 nach längerer Krankheit in Joliet.